# Glyptopetalum fengii
Glyptopetalum fengii là một loài thực vật có hoa thuộc họ Dây gối. Loài này được (Chun & F.C.How) Ding Hou mô tả khoa học đầu tiên vào năm 1963.